# Yaşar Doğu
Yaşar Doğu (Samsun, Turquía, 1913-8 de enero de 1961) fue un deportista turco especialista en lucha libre olímpica donde llegó a ser campeón olímpico en Londres 1948.

## Carrera deportiva
En los Juegos Olímpicos de 1948 celebrados en Londres ganó la medalla de oro en lucha libre olímpica estilo peso wélter, por delante del australiano Dick Garrard (plata) y del estadounidense Leland Merrill (bronce).